# Evergreen (Love Theme from A Star Is Born)
"Evergreen", ook bekend als "Evergreen (Love Theme from A Star Is Born)", is een nummer van de Amerikaanse zangeres en actrice Barbra Streisand. Het nummer verscheen op de soundtrack van de film A Star Is Born uit 1976. In december van dat jaar werd het nummer uitgebracht als de eerste single van het album.

## Achtergrond
"Evergreen" is geschreven door Streisand en Paul Williams en geproduceerd door Streisand en Phil Ramone. De eerste twee regels van het nummer, "Love, soft as an easy chair / Love, fresh as the morning air", werden oorspronkelijk andersom geschreven. Williams schreef de "morning air"-regel als eerste, maar hij vroeg Streisand om deze regels om te draaien, omdat dit volgens hem beter zou klinken.
"Evergreen" werd een grote hit. Zowel in de Amerikaanse Billboard Hot 100 als in Canada werd het een nummer 1-hit, terwijl in het Verenigd Koninkrijk de derde plaats werd gehaald. Ook in Australië, Ierland en Nieuw-Zeeland werd de top 10 bereikt. In Nederland kwam de single tot de negentiende plaats in de Top 40 en de achttiende plaats in de Nationale Hitparade, terwijl in Vlaanderen plaats 27 in de voorloper van de Ultratop 50 werd gehaald.
"Evergreen" behaalde tijdens de Oscaruitreiking van 1977 de winst in de categorie beste originele nummer. Hiermee werd Streisand de eerste vrouwelijke componist die deze prijs won; tevens werd zij de enige vrouw die zowel deze Oscar als die voor beste actrice heeft gewonnen. Het nummer won tevens een Golden Globe in de categorie Best Original Song. Tijdens de Grammy Awards van 1978 won het nummer in de categorieën Best Female Pop Vocal Performance en Song of the Year, alhoewel het de winst in de laatste categorie moest delen met "You Light Up My Life" van Debby Boone.
Streisand heeft ook versies van "Evergreen" opgenomen in het Spaans (onder de titel "Tema de amor de nace una estrella"), het Frans ("De reve en reverie", met een tekst van Eddy Marnay) en het Italiaans ("Sempreverde", geschreven door Luigi Albertelli). De Franse versie werd gecoverd door Mireille Mathieu. Van de oorspronkelijke versie bestaan covers door Hazell Dean (plaats 63 in het Verenigd Koninkrijk) en Luther Vandross. Frank Sinatra heeft een cover opgenomen met het orkest van Nelson Riddle, maar deze versie is nooit uitgebracht.

## Hitnoteringen

### Nederlandse Top 40
| Hitnotering: 30-04-1977 t/m 11-06-1977 | Hitnotering: 30-04-1977 t/m 11-06-1977 | Hitnotering: 30-04-1977 t/m 11-06-1977 | Hitnotering: 30-04-1977 t/m 11-06-1977 | Hitnotering: 30-04-1977 t/m 11-06-1977 | Hitnotering: 30-04-1977 t/m 11-06-1977 | Hitnotering: 30-04-1977 t/m 11-06-1977 | Hitnotering: 30-04-1977 t/m 11-06-1977 | Hitnotering: 30-04-1977 t/m 11-06-1977 |
| Week                                   | 1                                      | 2                                      | 3                                      | 4                                      | 5                                      | 6                                      | 7                                      |                                        |
| -------------------------------------- | -------------------------------------- | -------------------------------------- | -------------------------------------- | -------------------------------------- | -------------------------------------- | -------------------------------------- | -------------------------------------- | -------------------------------------- |
| Positie                                | 33                                     | 20                                     | 19                                     | 20                                     | 24                                     | 35                                     | 38                                     | uit                                    |

### Nationale Hitparade
| Hitnotering: 07-05-1977 t/m 28-05-1977 | Hitnotering: 07-05-1977 t/m 28-05-1977 | Hitnotering: 07-05-1977 t/m 28-05-1977 | Hitnotering: 07-05-1977 t/m 28-05-1977 | Hitnotering: 07-05-1977 t/m 28-05-1977 | Hitnotering: 07-05-1977 t/m 28-05-1977 |
| Week                                   | 1                                      | 2                                      | 3                                      | 4                                      |                                        |
| -------------------------------------- | -------------------------------------- | -------------------------------------- | -------------------------------------- | -------------------------------------- | -------------------------------------- |
| Positie                                | 29                                     | 19                                     | 18                                     | 20                                     | uit                                    |

### NPO Radio 2 Top 2000
| Nummer met noteringen in de NPO Radio 2 Top 2000 | '99  | '00 | '01  | '02  | '03  | '04  | '05  | '06  | '07 | '08  | '09  | '10  | '11  | '12  | '13  | '14  |
| ------------------------------------------------ | ---- | --- | ---- | ---- | ---- | ---- | ---- | ---- | --- | ---- | ---- | ---- | ---- | ---- | ---- | ---- |
| Evergreen                                        | 1078 | -   | 1536 | 1853 | 1752 | 1349 | 1386 | 1235 | 963 | 1242 | 1185 | 1116 | 1806 | 1733 | 1751 | 1795 |

1. ↑  Een '-' betekent dat het nummer niet was genoteerd en een vetgedrukt getal geeft de hoogste notering aan.
2. ↑  Deze tabel is bijgewerkt tot en met de laatste editie (2024).